# Live from the Dark
Live from the Dark è un video, pubblicato in doppio DVD e/o VHS, dal gruppo svedese Europe in cui viene proposto principalmente il concerto tenutosi il 15 novembre 2004, all'Hammersmith Apollo di Londra (Regno Unito).
La confezione in doppio DVD comprende anche un ulteriore disco con del materiale extra, in cui sono presenti anche delle interviste ai membri del gruppo, alcuni video, e performance durante il soundcheck. Un'ulteriore pubblicazione di Live from the Dark in una Special Edition, include anche il CD Start from the Dark.

## Tracce
| 1. Got to Have Faith 2. Ready or Not 3. Superstitious 4. America 5. Wings of Tomorrow 6. Let the Good Times Rock 7. Animal Crossing [keyboard solo] / Seven Doors Hotel 8. Hero 9. Wake Up Call 10. Sign of the Times 11. Band Introduction 12. Milano [guitar solo] / Girl from Lebanon 13. Carrie [acoustic version] 14. Flames 15. Yesterday's News 16. Rock the Night 17. Start from the Dark 18. Cherokee 19. The Final Countdown | - Behind the Tour (Documentario sul tour); - Taxi Diaries (Interviste ai membri della band); - On-stage Interviews (Interviste ai musicisti sugli strumenti ed il loro equipaggiamento); - From the Soundcheck (performance di Spirit of the Underdog e Heart of Stone); - Music Videos (Got to Have Faith e Hero); - Miscellaneous'(biografia, discografia e videografia). |

## Formazione
- Joey Tempest – voce, chitarra ritmica
- John Norum – chitarra
- John Levén – basso
- Mic Michaeli – tastiere
- Ian Haugland – batteria